# 岡崎市立新香山中学校
岡崎市立新香山中学校（おかざきしりつ しんかやまちゅうがっこう）は、愛知県岡崎市桑原町にある公立中学校。

## 概要
香山中学校を前身とする。1984年（昭和59年）4月に創立した。
| 調査日       | 児童数 | 通常学級 | 特別支援学級 | 出典  |
| ------------ | ------ | -------- | ------------ | ----- |
| 2013年4月8日 | 298人  | 9        | 1            | [ 2 ] |
| 2019年5月1日 | 474人  | 14       | 3            | [ 3 ] |
| 2020年5月1日 | 473人  | 13       | 3            | [ 4 ] |
| 2021年5月1日 | 485人  | 14       | 3            | [ 5 ] |
| 2022年5月1日 | 502人  | 14       | 4            | [ 6 ] |

自宅が学校から2km以上離れていると自転車で通学することが許可される。制服は、男子は紺の詰襟で、女子は襟のないブレザーに赤いリボンを着用。ササユリの保護活動に力を入れている。カヌー部があり、巴川で活動している。
部活動は、運動部が野球部(男子)、陸上部、サッカー部(男子)、ソフトテニス部(男子)、バレーボール部、バスケットボール部(女子)、卓球部(女子)、カヌー部であり、文化部が吹奏楽部、美術部、パソコン部である。（2019年度現在）

## 学区
| 小学校名            | 町名 |
| ------------------- | --- |
| 奥殿小学校 （全域） | 奥殿町、渡通津町、日影町、川向町、宮石町、桑原町（字緑陽台・字大沢のうち通称奥山田・19番地8〜19番地10・20番地1・20番地99〜20番地101・20番地108・20番地109・41番地1・41番地4を除く。) |
| 細川小学校 （全域） | 奥山田町、仁木町、細川町、桑原町（字緑陽台・字大沢のうち通称奥山田・19番地8～19番地10・20番地1・20番地99～20番地101・20番地108・20番地109・41番地1・41番地4)                         |

## 沿革

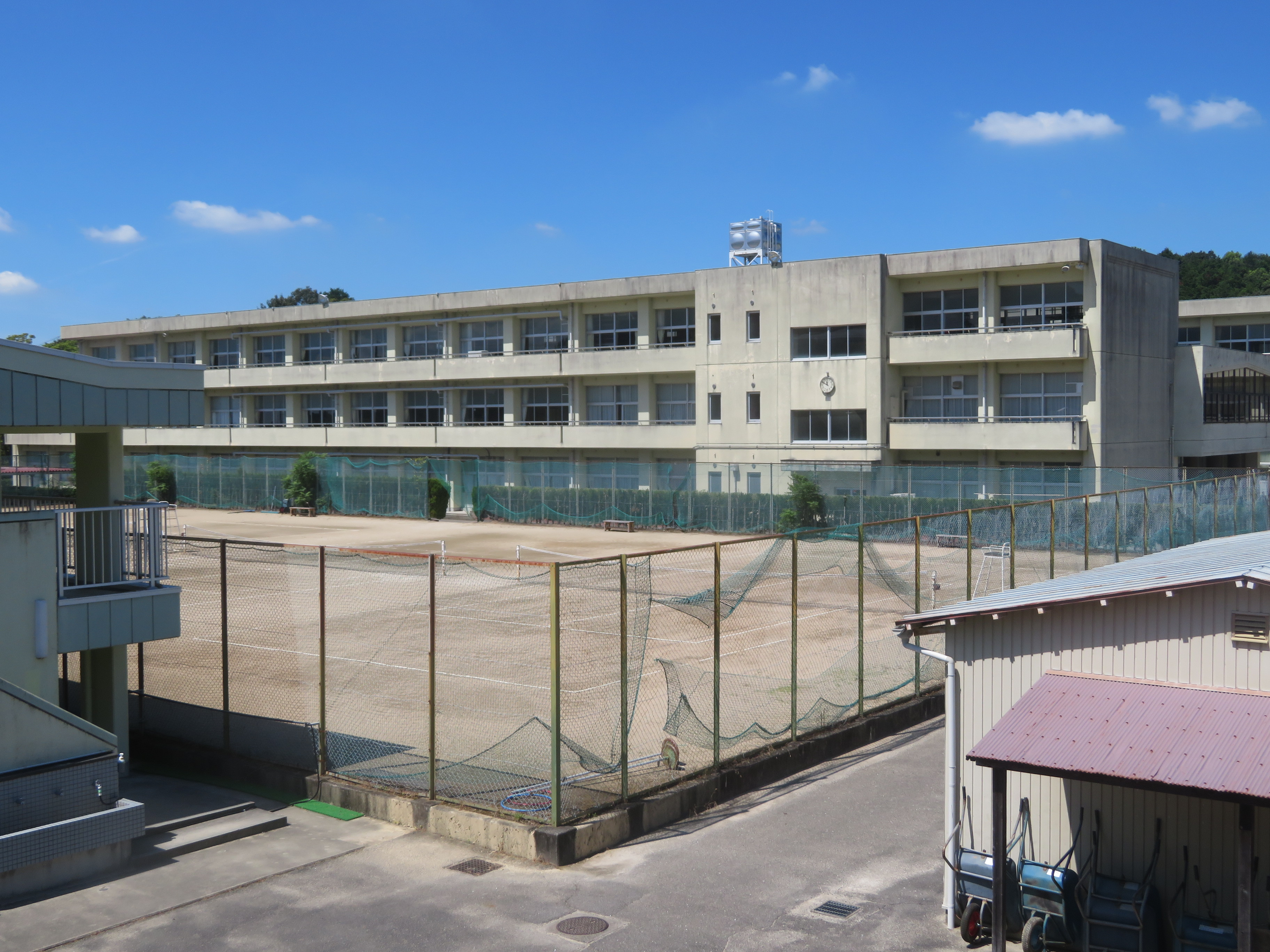
校舎

1947年（昭和22年）、奥殿小学校の敷地に「岩津町立岩津中学校奥殿分校」が併設された。1949年（昭和24年）、同分校は「岩津町立香山中学校」として独立。
1955年（昭和30年）2月1日、町村合併によって「岡崎市立香山中学校」と校名変更。
1960年（昭和35年）、香山中学校は奥殿小学校と校舎を交換。
1984年（昭和59年）4月、岩津中学校の過大化に対応して現在地に新築移転。校名も「岡崎市立新香山中学校」に改めた。